# 21553 Monchicourt
21553 Monchicourt (1998 QT55) là một tiểu hành tinh vành đai chính được phát hiện ngày 26 tháng 8 năm 1998, bởi Khảo sát tiểu hành tinh OCA-DLR ở Caussols.